# Episodi di Imma Tataranni - Sostituto procuratore (terza stagione)
La terza stagione della serie televisiva Imma Tataranni - Sostituto procuratore, composta da 4 puntate, è stata trasmessa in prima visione e in prima serata su Rai 1 ogni lunedì dal 25 settembre al 16 ottobre 2023.
| nº | Titolo                  | Prima TV          |
| -- | ----------------------- | ----------------- |
| 1  | Lontano dagli occhi     | 25 settembre 2023 |
| 2  | Liberaci dal male       | 2 ottobre 2023    |
| 3  | Ladri di futuro         | 9 ottobre 2023    |
| 4  | Il prezzo della libertà | 16 ottobre 2023   |

## Lontano dagli occhi
- Diretto da: Francesco Amato
- Soggetto di: Mariolina Venezia, Pierpaolo Pirone, Salvatore De Mola
- Scritto da: Salvatore De Mola, Francesco Amato

### Trama
Sono passati alcuni mesi dall'agguato in cui Saverio Romaniello ha perso la vita e il maresciallo Ippazio Calogiuri, colpito da una pallottola, è entrato in coma. Imma lo va a trovare ogni giorno in ospedale nonostante i suoi innumerevoli impegni. In Procura può contare solo su un volenteroso Capozza e su Diana, che inizia a collaborare con lei sempre più attivamente. Per quel che riguarda la famiglia, la figlia Valentina ha deciso di andare a studiare Lingue orientali a Napoli, dove il suo ragazzo Gabriele è tornato a vivere, mentre con il marito Pietro sembra essere tornata la serenità. Inaspettatamente, Calogiuri si risveglia dal coma proprio il giorno prima di essere trasferito in un centro specializzato a Venezia: il maresciallo soffre di amnesia retrograda transitoria e non ricorda nulla (neppure del suo amore proibito per Imma); il problema comunque si risolverà nel giro di alcune settimane, così potra testimoniare dinnanzi al PM che sta indagando sull'attentato a Romaniello, che secondo Vitali è stato ucciso per volere del boss della 'ndrina Mazzocca, mentre Imma sostiene che non è l'unico nemico di Romaniello.
Intanto, Imma indaga sull'omicidio dell'imprenditore alberghiero Giuseppe Antezza, nel cui intestino il dottor Taccardi rinviene del veleno per topi (per la precisione, fosfuro di zinco). L'uomo era un grande amico di Gianni Morandi; è proprio il cantante bolognese a scoprire il cadavere di Antezza nella piscina dell'hotel, e con le sue rivelazioni indirizza subito gli inquirenti verso il possibile colpevole, il tedesco Uli Bonhof, la cui casa è stata l'unica che l'imprenditore non era riuscito a comprare per farne un bed and breakfast e che sosteneva appartenere alla sua famiglia. Bonhof, che si occupa di derattizzazione per piccoli ambienti, aggiunge di aver rifiutato un'ultima offerta di 50.000 euro e di essere stato insultato e minacciato di sfratto. Diana scopre che da adolescente Uli è stato sospettato di aver avvelenato e ucciso il suo rigido istitutore, per questo suo padre l'ha costretto ad andare in Italia e ha pagato profumatamente per insabbiare la faccenda.
Pino Zitoli, l'amministratore di Antezza, spiega che il suo capo si serviva del notaio Rodolfo Filo Della Calce, e che Bonhof gli impediva di completare «il restauro del tessuto abitativo dei Sassi», in pratica speculazione edilizia come specifica Imma; in tribunale, Bonhof aveva augurato più volte la morte ad Antezza. Interrogato in presenza del suo avvocato, Bonhof racconta che odiava profondamente il suo istitutore, che definisce «aguzzino», il quale tra l'altro pur essendo ebreo aveva collaborato coi nazisti vendendo i suoi correligionari, e venendo per questo graziato; inoltre dice che forse odiava Antezza perfino più dell'istitutore, ma si dichiara innocente in entrambi i casi. Successivamente, Bonhof viene posto agli arresti domiciliari.
Angelica Bianco, ex cantante lirica e compagna di scuola di Antezza, rivela che in passato ha perso tutti i suoi averi a causa del gioco d'azzardo, facendo poi inutile appello alla legge Bacchelli, e che l'uomo le offrì ospitalità in albergo; tuttavia definisce Antezza come un uomo poco serio, specie nella vita privata essendo stato uno sciupafemmine, impegnatosi seriamente solo negli affari. Rodolfo Filo Della Calce riceve Imma e Diana nel suo studio, spiegando che il testamento di Giuseppe era stato scritto l'anno precedente, ma due giorni prima di morire voleva cambiarlo perché intenzionato a lasciare tutto alla sua futura moglie, cioè la signora Bianco, che considerava l'unico vero amore della sua vita, e lui gli aveva risposto che sposandosi non era necessario farne uno nuovo ma sarebbe bastato annullare il precedente. Aprendo la busta del testamento, scoprono che l'uomo aveva designato come erede universale suo figlio, senza però indicarne l'identità.
Zitoli vuole procedere con la causa per far perdere l'abitazione a Uli, e l'avvocato di quest'ultimo chiede a Imma di impedirlo; Bonhof racconta a Imma che l'amministratore gli ha quasi messo le mani al collo, lo ha insultato, picchiato e lo ha minacciato di sbatterlo in galera. Da una ricerca su Zitoli, Diana scopre che l'uomo praticamente vive per il lavoro e che i suoi genitori non hanno mai vissuto insieme; in particolare il padre era portiere d'albergo all'Hotel Europa, proprio quello di proprietà di Antezza. Parlando con la propria madre, Imma scopre che la madre di Zitoli, Domenica, faceva la donna delle pulizie all'hotel, che non si è mai sposata e viveva sola, e che il padre di Pino le mandava i soldi per crescere il figlio, e gli aveva dato il nome ma non il cognome. Morandi spiega a Imma di aver conosciuto Zitoli quando era a Matera per un concerto, e che l'uomo gli aveva raccontato di aver smesso di suonare la chitarra da ragazzo per accontentare il padre.
Imma incontra Zitoli ai Sassi. Come spiega la PM, lui smise di suonare e studiò economia per volere del padre, mentre la madre venne assunta come donna delle pulizie all'Hotel Europa da Antezza, col quale aveva avuto una relazione dalla quale nacque proprio lui; tuttavia Antezza aveva fatto riconoscere il neonato a un altro dipendente, Ruggero, ma aveva continuato a occuparsi di loro e in seguito aveva assunto il figlio come suo amministratore dopo la laurea. Zitoli sapeva che Antezza gli avrebbe lasciato il patrimonio, ma non sapeva che nel testamento lo aveva indicato come figlio, perciò, dopo averlo saputo dal notaio, aveva fatto il test del DNA. Inoltre sapeva che il padre intendeva sposarsi con Angelica, ma era contrario perché riteneva che l'unica donna con la quale avrebbe dovuto farlo fosse sua madre Domenica, che tuttavia Antezza considerava una cosa insignificante, chiedendo inoltre al figlio di fargli da testimone di nozze; è stato allora che ha deciso di uccidere il padre, non per i soldi, ma perché non voleva che Antezza «se ne andasse all'altro mondo felice».
Nel frattempo, Gibril smette di fare il badante per la madre di Imma poiché si ricongiunge con la sua famiglia in Francia. Pietro inizia a frequentare la palestra per fare boxe e conosce Sara Strippoli, una giovane e brillante paleontologa molto spigliata e senza peli sulla lingua. Dato che il testamento di Antezza era a nome di quello che si è rivelato essere il suo assassino, non è più valido, e il patrimonio andrà in beneficenza. Angelica decide di lasciare Matera, città in cui non si riconosce più, e di andare in una casa di riposo per artisti a Milano.
Calogiuri sostiene l'interrogatorio con il PM che sta indagando sull'attentato a Romaniello, il quale giudica il comportamento tenuto dal maresciallo come superficiale perché non doveva accettare la deviazione chiesta da Romaniello, nemmeno se pensava che nessuno ne fosse al corrente; Calogiuri ritiene che in questa storia ci sia «qualcosa di marcio» e afferma di voler «continuare a combattere per la verità».
- Altri interpreti: Sara Drago (Sara Strippoli), Betty Pedrazzi (Angelica Bianco), Gaetano Colella (Lorenzo Annibali), Danilo Nigrelli (PM Landolfi), Amedeo De Paolis (Bruno Petrone), Gianni Morandi (se stesso), Gianpiero Borgia (Rodolfo Filo Della Calce), Raffaele Braia (medico), Elenka Briglia (usciera della Procura), Mauro Leuce (preside), Antonio Montemurro (Luciano De Ruggeri), Eleonora Russo (Guarini), Michele Savoia (Pino Zitoli), Alessia Venturini (professoressa giovane), Werner Waas (Uli Bonhof).
- Ascolti: telespettatori 4 624 000 – share 27,1%[3].

## Liberaci dal male
- Diretto da: Kiko Rosati
- Soggetto di: Mariolina Venezia, Pierpaolo Pirone, Salvatore De Mola
- Scritto da: Pierpaolo Pirone, Francesco Amato

### Trama
Alla gravina di Laterza viene trovato il cadavere del 29enne Raffaele Pollice, apparentemente morto per un'overdose e che aveva precedenti per droga. Nell'indagine, iniziata dal PM De Donato, Imma viene affiancata da Calogiuri, il quale torna a prestare servizio senza provvedimenti disciplinari ma con l'esortazione da parte del procuratore Vitali a seguire esclusivamente gli ordini della Tataranni.
La madre di Raffaele racconta che, dopo averle tentate tutte, è stato proprio il figlio a voler essere ospitato nella comunità di recupero "Ragazzi selvaggi", nella quale poi scelse di rimanere a lavorare; il padre è dichiaratamente scettico sul fatto che il figlio fosse cambiato in meglio, mentre la sorella, divenuta suora e tornata in fretta dalla Calabria, si mostra molto più comprensiva. Successivamente, quest'ultima spiega a Imma e Calogiuri che Raffaele, seppur effettivamente fosse guarito dalla dipendenza, riprese a far uso di eroina dopo la morte della fidanzata deceduta per overdose alcuni mesi prima e che aveva conosciuto in comunità, nella quale lui venne poi riaccolto. L'autopsia conferma che Raffaele è morto per overdose.
Santo Selvaggi, direttore della comunità, dice a Imma e Calogiuri che Raffaele era molto amato da tutti loro, e non crede affatto che abbia ripreso a drogarsi perché per lavorare lì è obbligatorio fare gli esami del sangue ogni mese, e comunque se ne sarebbe accorto; afferma inoltre che aveva superato la morte di Sasha, da lui ritenuta una debole. Infine, dichiara che il loro laboratorio «dà fastidio a tanti».
Diana scopre che Raffaele era stato aggredito una settimana dopo la morte della fidanzata, ma ad aver sporto denuncia contro ignoti fu il carabiniere giunto in suo soccorso. Secondo Imma il colpevole è il padre di Sasha, Carmine Salandra, il quale aveva già sfasciato il laboratorio della comunità. Il dottor Taccardi rivela che la dose che ha stroncato la vita di Raffaele era la prima assunta da quando si disintossicò, da anni; un'ipotesi molto probabile è quindi che il ragazzo sia stato ucciso da qualcuno che l'ha costretto ad andare in overdose. Carmine conferma di aver aggredito Raffaele per la rabbia; dato che l'uomo è rappresentante di farmaci, si pensa che per vendetta possa aver narcotizzato e drogato a morte il ragazzo, ma Carmine respinge le accuse, e infatti il suo alibi viene confermato dai clienti di un bar. 
Lo spacciatore Antonio Solìto, che conosceva Pollice da anni e dal quale sembra che il ragazzo acquistasse droga non per se stesso ma per qualcun altro, viene tratto in arresto per traffico di eroina. Una ragazza della comunità rivela a Ippazio che Pollice le aveva chiesto in prestito il cellulare perché il suo era rotto dopo aver litigato con una persona pochi giorni prima di morire.
Elsa Paolicelli, figlia di un importante costruttore, si sta per sposare con Marco Carlomagno, ex impiegato del futuro suocero e migliore amico di Raffaele. Carlomagno sostiene di aver telefonato a Raffaele per chiedergli di fargli da testimone al matrimonio, ma dai tabulati risulta che la persona con cui aveva parlato prima di rompere il telefono era proprio lui. Marco nega, dicendosi certo che l'amico si fosse ripulito dalla tossicodipendenza, ma non ha nulla di rilevante da aggiungere.
Calogiuri segue in macchina Carlomagno (e a sorpresa vede l'ex fidanzata Jessica mentre attraversa una strada), scoprendo che i due sono fidanzati da tre anni, tanti quanti quelli in cui Pollice comprava l'eroina da Solìto; deduce quindi che Raffaele comprasse l'eroina per conto dell'amico, il quale voleva tenerlo nascosto alla futura moglie. Forse è stato Marco a uccidere l'amico per evitare che rivelasse la verità a Elsa e al padre di lei, ma ciò non chiarisce perché sarebbe andato a Laterza col rischio di essere scoperto.
La sorella di Raffaele spiega a Imma e Ippazio che tanti anni prima le capitò di andare a riprendere il fratello e Marco in macchina proprio alle gravine di Laterza; dubita inoltre che Marco si sia mai drogato, e aggiunge che il padre diceva spesso che voleva un figlio come Marco anziché come Raffaele. Imma e Calogiuri interrogano Marco a casa sua, in presenza di Elsa, e lui si mostra ben disposto a eseguire esami del sangue per dimostrare di non aver assunto eroina; prima di andarsene, Imma chiede se il SUV rosso (visto in una registrazione) sia suo, ma Elsa risponde che appartiene a lei, e ogni tanto lo scambia col fidanzato.
Al momento di effettuare l'esame del sangue, Marco non risponde alla chiamata. Egli ammette a Imma che Raffaele aveva smesso di assumere l'eroina, mentre lui non ci è riuscito; Elsa non si accorse mai di questo, anche perché lui l'eroina la fuma soltanto, ma siccome non poteva perdere l'occasione della sua vita, cioè il matrimonio con Elsa, Marco chiese all'amico di comprare la droga per lui. Raffaele voleva aiutare l'amico a smettere di drogarsi, ma Marco lo supplicò e alla fine lo convinse a comprargli l'eroina da Solìto, anche dopo la morte di Sasha, dicendogli continuamente che avrebbe smesso anche se alla fine ci ricadeva sempre. Una sera però Raffaele gli disse che o avrebbe smesso o se la sarebbe dovuta procurare da solo; seppur in crisi d'astinenza, Marco non lo uccise, tuttavia per ferirlo gli disse che a Sasha l'eroina la dava lui stesso, proprio la volta in cui ella morì di overdose, cioè quando lei scoprì che Marco si drogava e minacciò di rivelarlo a Elsa. Raffaele ammutolì, e Marco se ne andò lasciandolo da solo; quando tornò, trovò l'amico steso sul divano con la siringa nel braccio. Marco ebbe paura e decise di portarlo nel posto dove andavano da ragazzini, il primo che gli venne in mente; Raffaele morì tra le sue braccia. Imma si vede obbligata ad arrestarlo, perché non ha prove per accusarlo di omicidio, ma nemmeno può essere certa che le cose siano andate esattamente come dice. Marco risponde che non c'è pena peggiore di questa.
Intanto, Diana si iscrive a un'app di incontri, ma i suoi appuntamenti sono un fallimento dopo l'altro. Maria viene lasciata dal marito Vito. Sara invita Pietro a un corso di scrittura organizzato dal proprio amante, il giallista Mimmo Sabia. Valentina telefona alla madre dicendole che va tutto bene, ma terminata la chiamata non sembra che le cose stiano così. Jessica chiede all'ex un incontro nel quale si scusa per il suo comportamento e ammette di essere stata gelosa del suo rapporto con la Tataranni, aggiungendo di essere convinta che a lui ne fosse innamorato. Salvatore, cugino di Imma, viene ospitato da lei e dalla zia, della quale diventa di fatto il badante.
Calogiuri cerca informazioni su due suoi compagni nella scorta di Romaniello: Vincenzo Morgante, ancora in servizio per un magistrato in Calabria, e Calogero Nunziata, che ha lasciato l'arma un mese dopo l'attentato e ha aperto un istituto di vigilanza ad Altamura. Calogiuri incontra il secondo, esponendogli i dubbi relativi al fatto che il cecchino fosse a conoscenza dell'orario esatto all'orfanotrofio, pensando che qualcuno li avesse avvertiti in cambio di una ricompensa. Quando Calogiuri se ne va, Nunziata fa una telefonata in cui dice che «Abbiamo un problema con il carabiniere. Dovevate essere più precisi».
- Altri interpreti: Sara Drago (Sara Strippoli), Andrea Di Casa (Salvatore), Antonio Petrocelli (PM De Donato), Amedeo De Paolis (Tullio Manzari), Francesco Patanè (Marco Carlomagno), Aurora Peres (sorella di Raffaele), Alberto Giusta (procuratore capo Spagnoletti), Francesco Frangipane (uomo al primo appuntamento con Diana), Flavio Albanese (Mimmo Sabia), Elenka Briglia (usciera della Procura), Daniela Cavallo (ragazza della comunità), Michele Cipriani (Santo Selvaggi), Michele Degirolamo (responsabile LIPU), Chiara Elcino (Elsa Paolicelli), Annalisa Insardà (psicologa di Calogiuri), Christian Laiontini (Antonio Solìto), Antonio Montemurro (Luciano De Ruggeri), Pierfrancesco Nacca (Gianvito), Giovanni Eramo (Cesco), Tiziana Schiavarelli (madre di Raffaele), Mauro Serio (Carmine Salandra), Erminio Troncellito (Calogero Nunziata), Alberto Vetroni (padre di Raffaele), Elvira Zingone (PM D'Antonio).
- Ascolti: telespettatori 4 111 000 – share 25,2%[4].

## Ladri di futuro
- Diretto da: Kiko Rosati
- Soggetto di: Mariolina Venezia, Pierpaolo Pirone, Michele Pellegrini
- Scritto da: Michele Pellegrini, Francesco Amato

### Trama
In una casa del Sasso Caveoso viene trovata morta la 18enne Fatima Sarkam, figlia di immigrati bangladesi. Opinione comune è che ad ucciderla con due coltellate siano stati il padre e il fratello maggiore (in procinto di tornare il Bangladesh proprio intorno all'orario dell'omicidio) per difendere l'onore di casa, dato che la ragazza si era opposta a un matrimonio combinato.
Caterina Ponzio, che è stata insegnante di italiano e storia al biennio del liceo, parla di Fatima come una ragazza speciale e di grandissimo talento, con una particolare attitudine per la poesia. La mattina in cui la ragazza è stata uccisa l'aveva incontrata per dirle di averle trovato una sistemazione a Bologna presso una sua amica, siccome voleva frequentare l'università lì; conferma che il matrimonio della ragazza era stato organizzato contro la sua volontà, e aggiunge che il padre le ha anche impedito la gita di quinta a Vienna per non farla stare nello stesso albergo con ragazzi della sua età. Fatima era molto riservata, ma quando nei temi accennava alla sua situazione familiare e non solo ne veniva fuori «un quadro desolante».
L'autopsia rivela che Fatima era incinta di due mesi e che una settimana prima di morire era stata vittima di una violenza sessuale. Un'amica di Fatima afferma che la ragazza le aveva confidato di non essere innamorata del suo promesso sposo ma di un altro, senza però rivelarle di chi si trattasse. Imma mostra alla Ponzio una poesia trovata in un libro di Fatima, in cui in un passaggio la ragazza sembra riferirsi a qualcuno che le ha fatto del male. A sua volta, Caterina mostra alla Tataranni alcuni dei temi e dei racconti di Fatima che aveva voluto custodire, e in uno che aveva scritto in prima viene citato un uomo, allora descritto come simpatico, che si pensa sia stato il suo aggressore.
L'uomo, Giuseppe Longo, confessa di aver stuprato Fatima ma nega di averla uccisa e fornisce un alibi. Arif, il fratello minore di Fatima, ammette che la sorella gli aveva detto di essere incinta, e lui si era così arrabbiato da dirle che era meglio se moriva, senza però volerlo davvero; inoltre fornisce un'approssimativa descrizione fisica del ragazzo con il quale Fatima sembrava avere una relazione. Dato che il padre e il fratello maggiore erano in casa in un orario compatibile con quello dell'omicidio, Imma pensa che sia il caso di far partire un mandato di arresto internazionale.
Si scopre che il ragazzo amato da Fatima è il 24enne Tito Romeo, il quale si presenta spontaneamente in Procura, affranto perché non sapeva come affrontare la situazione sia con la propria famiglia che con quella di Fatima, passando tre giorni a bere per lenire il dolore; poco dopo, Tito viene aggredito con una lama ma sopravvive e viene portato in ospedale. Accompagnato dall'imam, Arif si presenta lì confessando di essere stato lui ad aver accoltellato Tito per "vendicarsi"; in seguito arrivano anche il padre e il fratello maggiore, e il primo spiega che sono andati in Bangladesh per dire al promesso sposo di Fatima che il matrimonio era saltato, perché non voleva essere odiato dalla figlia e perché alla fine aveva capito che la cosa giusta da fare era lasciare che stesse con chi amava davvero.
Tito rivela che Fatima aveva rinunciato momentaneamente agli studi per dare la priorità al nascituro, con la sicurezza che il lavoro non sarebbe comunque mancato perché lui gestisce una piccola azienda idraulica con i propri fratelli. Grazie a un'intuizione, Imma capisce che a uccidere Fatima è stata Caterina, così insieme a Calogiuri si reca a casa della Ponzio: la donna ammette le sue colpe, dicendo che voleva salvare la ragazza da una vita miserabile e indegna per ottenerne una ricca di soddisfazioni, ciò che lei stessa non era riuscita a ottenere; in Fatima vedeva qualità preziose, ma proiettava se stessa in lei e non riusciva a tollerare che la ragazza potesse prendere decisioni diverse dalle sue, rischiando di sprecare il suo talento; sostiene però che l'omicidio non è stato premeditato, e che aveva messo in conto che sarebbe «morta senza figli».
Intanto Mimmo e Sara si lasciano perché lui decide di rimanere con la moglie, così lei approfondisce la sua amicizia con Pietro e concentra le sue energie su un importante scavo paleontologico. Salvatore mostra alla cugina una foto della sua festa di laurea della stessa, in cui Imma riconosce Cenzino Latronico, imprenditore in odor di mafia per il quale sua madre fece le pulizie; Salvatore ricorda di come Latronico si era convinto che Imma fosse sua figlia, mandando loro alimenti per anni e favorendo la destinazione di Imma a Matera. Valentina, dopo l'ennesimo esame fallito, decide di lasciare Napoli e tornare a Matera, dove confessa ai genitori di aver loro sempre mentito sui voti e di aver deciso di lasciare l'università; dopo una breve discussione, Imma tranquillizza la figlia sul fatto che comunque le vorrà sempre bene. Calogiuri continua segretamente a indagare sulla morte di Romaniello coinvolgendo Capozza, e alla fine Imma, capendo che il giovane maresciallo non ha la minima intenzione di cedere, lo porta in un monastero e gli chiede di appostarsi dietro una colonna, mettendolo così al corrente di una sconcertante verità: Romaniello è vivo ed è lì sotto copertura.
- Altri interpreti: Sara Drago (Sara Strippoli), Andrea Di Casa (Salvatore), Alberto Giusta (procuratore capo Spagnoletti), Babak Karimi (imam), Rishad Noorani (Mohammed Sarkham), Giovanni Scotti (Tito Romeo), Nunzia Schiano (Caterina Ponzio), Giordano Agrusta (Giuseppe Longo), Flavio Albanese (Mimmo Sabia), Kevin Aluth (Arif), Vincenzo Bilotti (Roberto), Elenka Briglia (usciera della Procura), Francesca Cipriani (Lisa), Dario De Luca (capo del salottificio), Francesco Galliano (Marino), Tomal Islam (Sumon), Mallika Kanugala Wattage (Sharim), Antonio Lanera (medico), Angelo Libri (D'Orazio), Maria Lomurno (Isabella Morra), Paolo Milocco (scagnozzo grosso), Fabio Pappacena (Vito), Nico Sciacqua (scagnozzo magro), Fausto Tinelli (Cesare Morra), Elvira Zingone (PM D'Antonio).
- Ascolti: telespettatori 4 371 000 – share 25,5%[5].

## Il prezzo della libertà
- Diretto da: Francesco Amato
- Soggetto di: Mariolina Venezia, Pierpaolo Pirone, Pier Paolo Piciarelli
- Scritto da: Pier Paolo Piciarelli, Francesco Amato

### Trama
La Tataranni cerca di tenere a bada Calogiuri spiegandogli che la messinscena di Romaniello doveva servire per metterlo al sicuro con l’obiettivo di farsi dire molto di più sui suoi loschi affari. Calogiuri riferisce alla dottoressa ciò che ha scoperto sul vecchio collega Nunziata.
Pietro e Sara sono sempre più affiatati, e una sera mentre sono al museo finiscono per baciarsi. Poco dopo Pietro, dopo aver riaperto gli occhi, trova la donna morta in un’altra sala e chiama subito la moglie. La Tataranni sospetta che Sara fosse l’amante del marito e, dopo essersi confrontata con Vitali, decide di mettersi in aspettativa.
Pietro viene interrogato dalla PM D’Antonio insieme a Vitali e Calogiuri, e viene iscritto nel registro degli indagati anche per via del suo materiale organico trovato sul corpo della donna, oltre ai messaggi intimi che si scambiava con lei. Calogiuri, anche se non potrebbe, riporta i dettagli dell’interrogatorio alla Tataranni anticipandole che la PM emetterà a breve un mandato di arresto per Pietro; il maresciallo appura che effettivamente Sara, come ha raccontato Pietro, qualche giorno prima di essere uccisa aveva avuto una discussione al telefono con un chirurgo plastico.
Imma affronta il marito il quale ammette di aver avuto una cotta per Sara e di averla baciata. Nonostante il risentimento, Imma farà di tutto per tirare fuori il marito da questa brutta situazione riuscendo in poco tempo a farlo scarcerare.
Diana scopre che un collega di Sara, tale Ruggero Leopardi, ce l’aveva con lei per il suo protagonismo eccessivo e l’aveva minacciata via mail; l’archeologo, interrogato in Procura, ammette di essere in possesso delle chiavi del museo ma nega di essere coinvolto. Nel frattempo Imma, a nome della Moliterni, si presenta dal dottor André Langman per un finto preventivo mentre Diana appura che il chirurgo e Sara avevano avuto una relazione. Calogiuri parla con Langman, il quale racconta di aver lasciato Sara la quale aveva dei problemi con suo zio Attilio.
Imma capisce però che l’assassino di Sara è il cugino Marcello e lo spinge a confessare: il ragazzo era cresciuto insieme a Sara, aveva paura che Pietro gliela portasse via e quindi, dopo averla seguita al museo, l’ha strangolata per gelosia. Poco dopo la confessione, Marcello si costituisce in caserma. Vitali viene a sapere che la Tataranni ha indagato per conto proprio e la redarguisce per essersi preso gioco di lui rimandando il proprio pensionamento.
Nel frattempo Calogiuri prosegue la sua personale indagine e viene portato al cospetto di Cenzino Latronico, il malavitoso che Imma sospetta essere il suo vero padre e che credeva morto. Poco dopo il maresciallo riferisce tutto a Imma che lo redarguisce bruscamente ma lui la ferma baciandola con passione. Imma, sconvolta, chiede ospitalità a Diana.
- Altri interpreti: Sara Drago (Sara Strippoli), Andrea Di Casa (Salvatore), Gaetano Colella (Lorenzo Annibali), Francesco De Vito (Pino Montemurro), Danilo Nigrelli (PM Landolfi), Jerry Mastrodomenico (Attilio Strippoli), Cristina Pasino (Rita, ex moglie di Salvatore), Nello Mascia (Cenzino Latronico), Roberto Zibetti (dott. André Langman), Leo Coviello (portiere dell'hotel), Dario De Luca (capo del salottificio), Angelo Libri (D'Orazio), Ciro Masella (Ruggero Leopardi), Luca Massaro (Marcello Strippoli), Paolo Milocco (scagnozzo grosso), Antonio Montemurro (Luciano De Ruggeri), Nico Sciacqua (scagnozzo magro), Erminio Truncellito (Calogero Nunziata), Elvira Zingone (PM D'Antonio).
- Ascolti: telespettatori 4 810 000 – share 27,6%[6].